# Адамс, Тайлер
Та́йлер Шан А́дамс (англ. Tyler Shaan Adams; род. 14 февраля 1999, Уоппинджерс-Фолс, Нью-Йорк) — американский футболист, полузащитник английского клуба «Борнмут» и сборной США. Участник чемпионата мира 2022 года.

## Клубная карьера

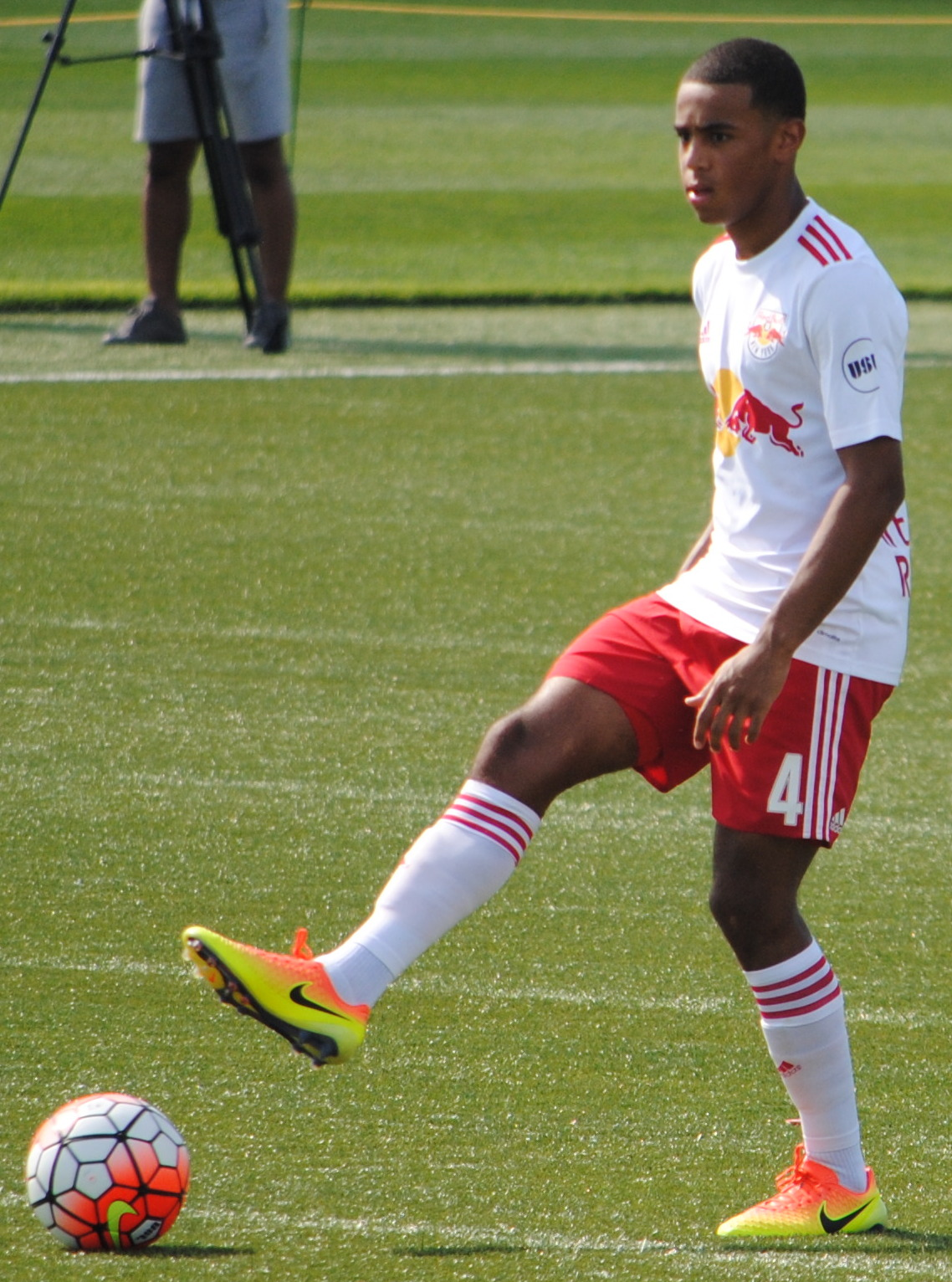
Адамс в составе «Нью-Йорк Ред Буллз»

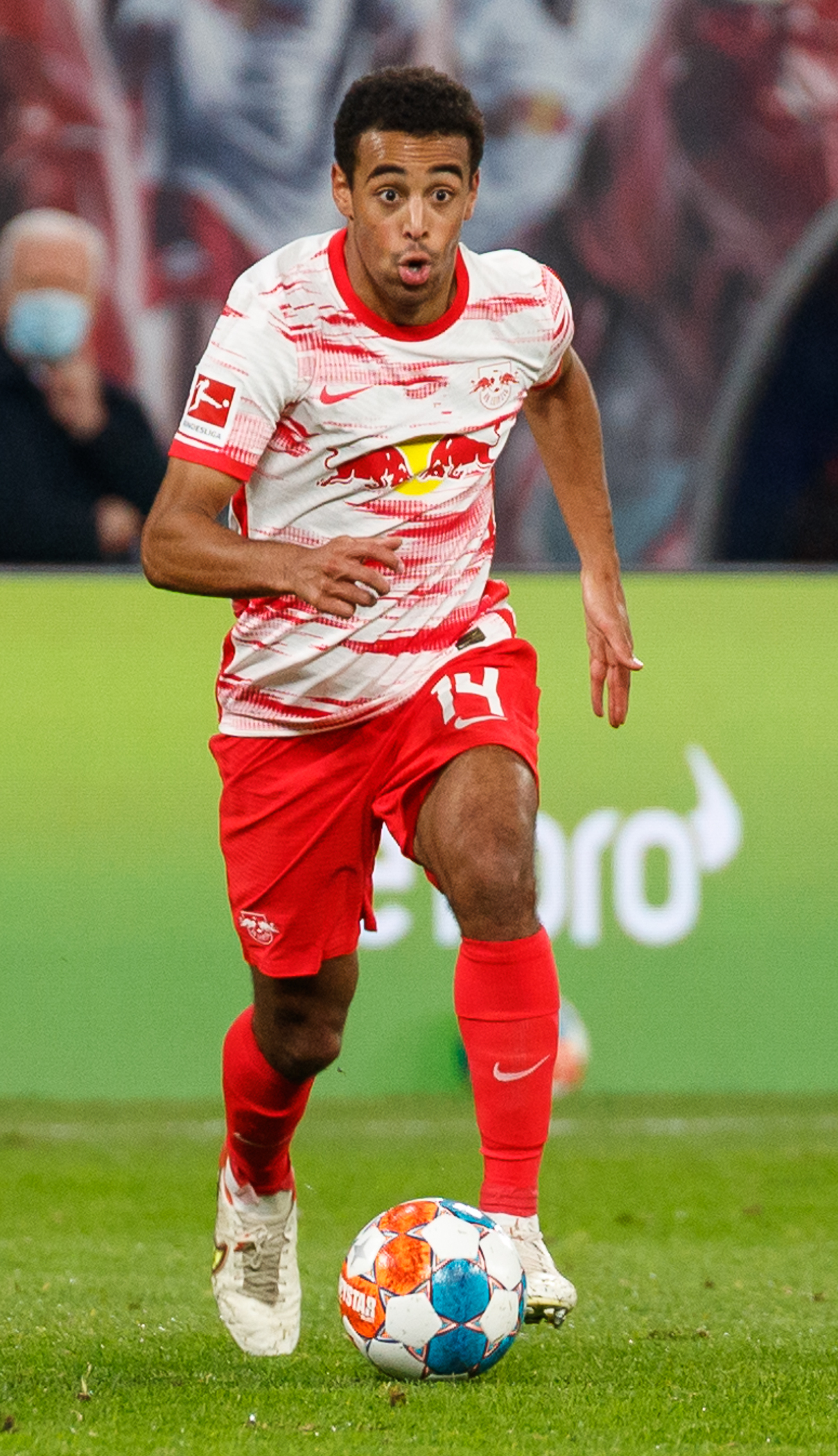
Адамс в составе «РБ Лейпциг»

Адамс — воспитанник клуба «Нью-Йорк Ред Буллз». 14 апреля 2016 года в матче против «Сан-Хосе Эртквейкс» он дебютировал в MLS, в возрасте 17 лет. 28 сентября в поединке против «Ди Си Юнайтед» Тайлер сделал «дубль», забив свои первые голы за «Нью-Йорк Ред Буллз».
В начале 2019 года Адамс перешёл в немецкий «РБ Лейпциг». 27 января в матче против дюссельдорфской «Фортуны» он дебютировал в немецкой Бундеслиге. 13 августа 2020 года в поединке Лиги чемпионов против «Атлетико Мадрид» Тайлер забил свой первый гол за «РБ Лейпциг». В 2022 году он помог клубу завоевать Кубок Германии. 
Летом того же года Адамс перешёл в английский «Лидс Юнайтед». подписав контракт на 5 лет. Сумма трансфера составила 20 млн. евро. 6 августа в матче против «Вулверхэмптон Уондерерс» он дебютировал в английской Премьер-лиге. летом 2023 года Адамс перешёл в «Борнмут».

## Карьера в сборной
В 2015 года Адамс в составе юношеской сборной США принял участие в юношеском чемпионате мира в Чили. На турнире он сыграл в матчах против команд Нигерии, Хорватии и Чили.
В 2017 году Адамс в составе молодёжной сборной США выиграл молодёжный чемпионат КОНКАКАФ в Коста-Рике. На турнире он сыграл в матчах против команд Панамы, Мексики, Сальвадора и Гондураса.
В том же году Адамс принял участие в молодёжном чемпионате мира в Южной Корее. На турнире он сыграл в матчах против команд Эквадора, Сенегала, Саудовской Аравии, Новой Зеландии и Венесуэлы.
14 ноября 2017 года в товарищеском матче против сборной Португалии Адамс дебютировал за сборную США. В поединке против сборной Мексики Тайлер забил свой первый гол за национальную команду.
Адамс был включён в заявку сборной США на Золотой кубок КОНКАКАФ 2019, но из-за травмы не смог поехать на турнир, его место в составе занял Реджи Кэннон.
9 июня 2021 года впервые вывел сборную США с капитанской повязкой в товарищеском матче против сборной Коста-Рики (4:0).
В 2022 году Адамс принял участие в чемпионате мира в Катаре. На турнире он сыграл в матчах против сборных Нидерландов, Уэльса, Англии и Ирана. 

### Голы за сборную США
| № | Дата             | Место                        | Противник | Счёт | Результат | Соревнование      |
| - | ---------------- | ---------------------------- | --------- | ---- | --------- | ----------------- |
| 1 | 12 сентября 2018 | Ниссан-стэдиум, Нашвилл, США | Мексика   | 1:0  | 1:0       | Товарищеский матч |

## Достижения
Командные
«РБ Лейпциг»
- Обладатель Кубка Германии — 2021/22

Международные
США (до 20)
- Чемпион КОНКАКАФ среди молодёжных команд — 2017

США
- Победитель Лиги наций КОНКАКАФ — 2019/20[31], 2023/24